# 西安外国语大学
西安外国语大学（英语：Xi'an International Studies University，缩写：XISU），简称西外，原名西安外國語學院，位于中国陕西省西安市，是中国西北地区唯一的一所主要外语语种齐全的普通高校，也是中国建院最早的4所外国语大学之一。

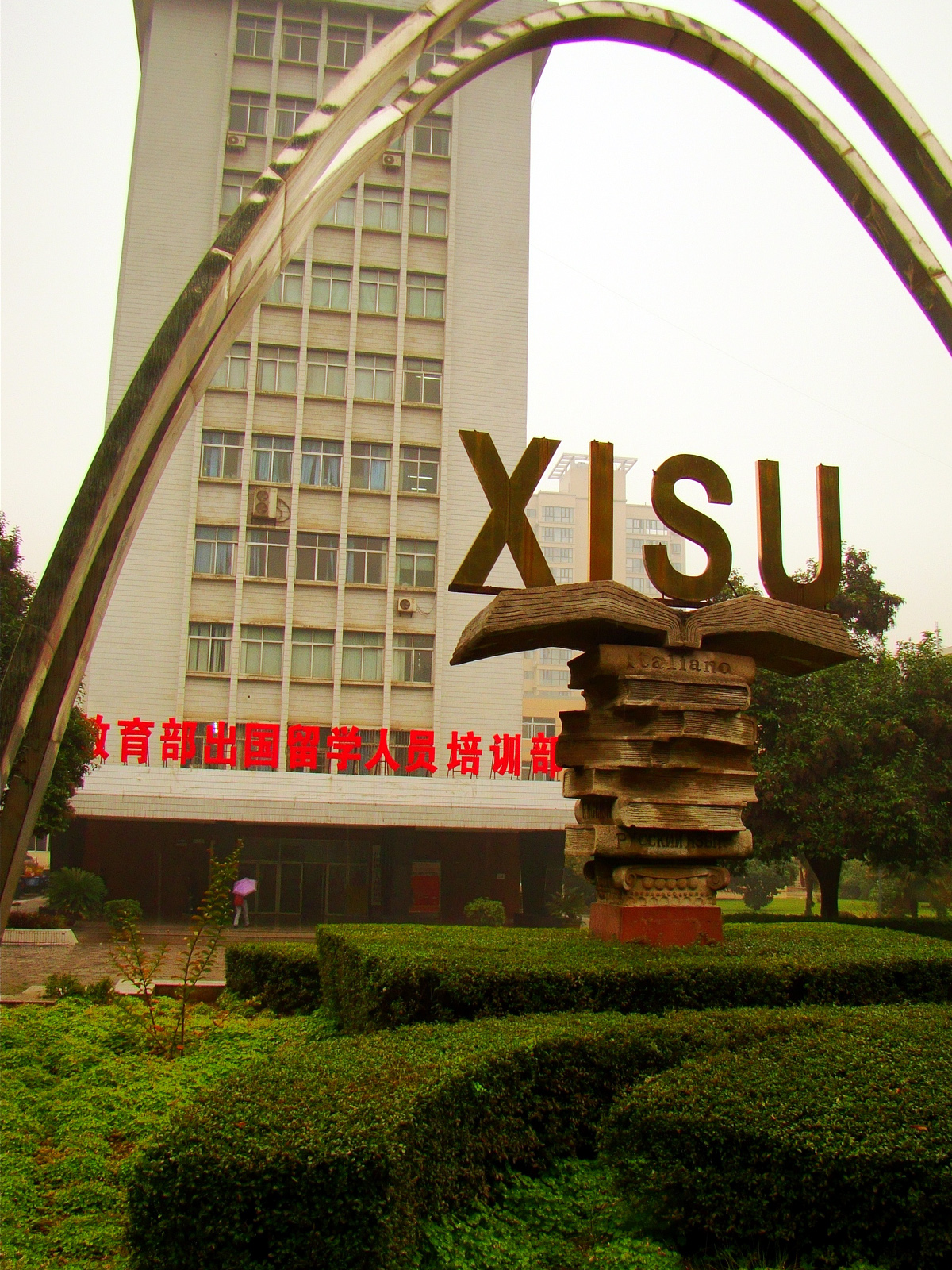
雁塔校区一隅

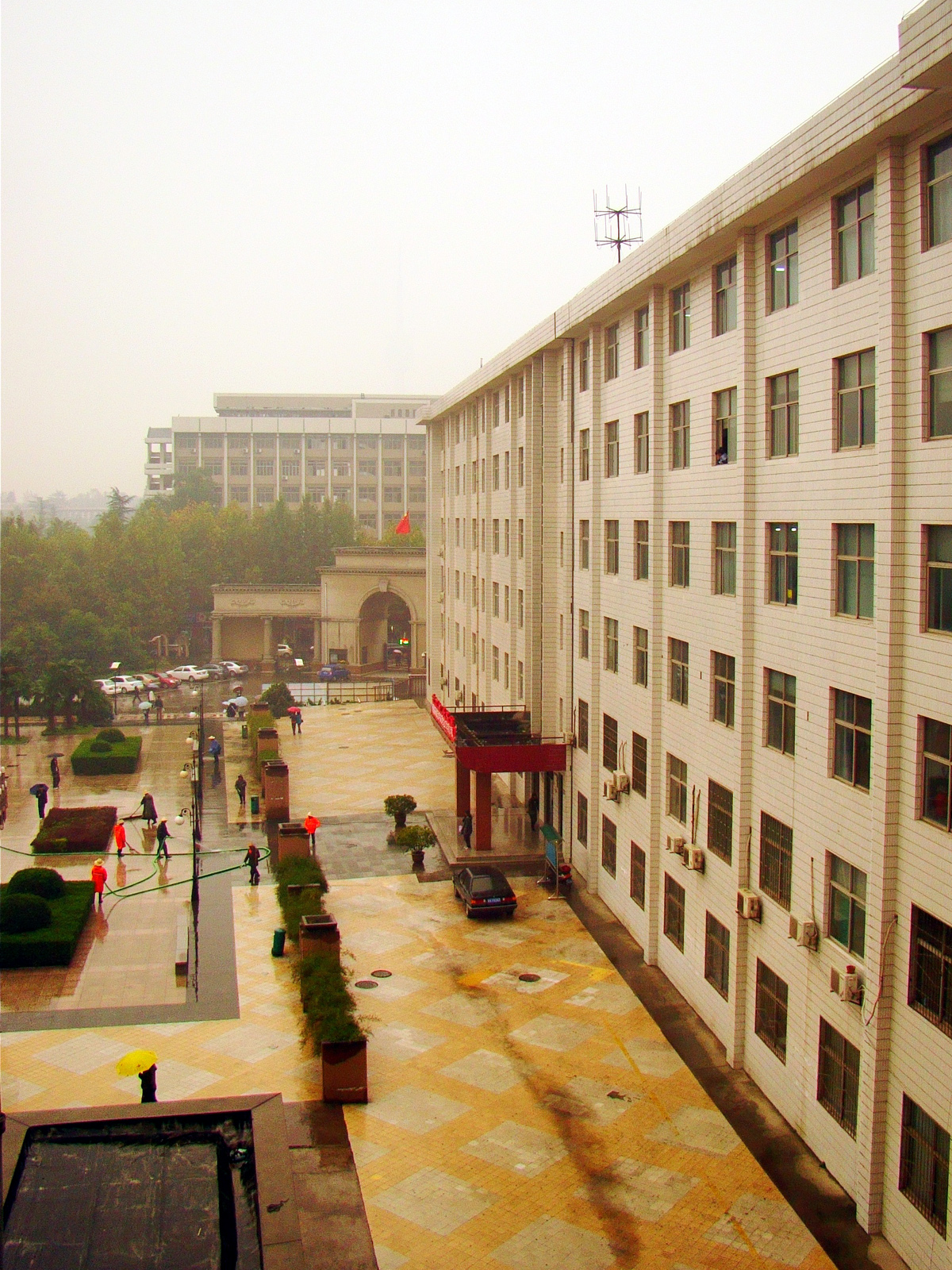
雁塔校区一隅

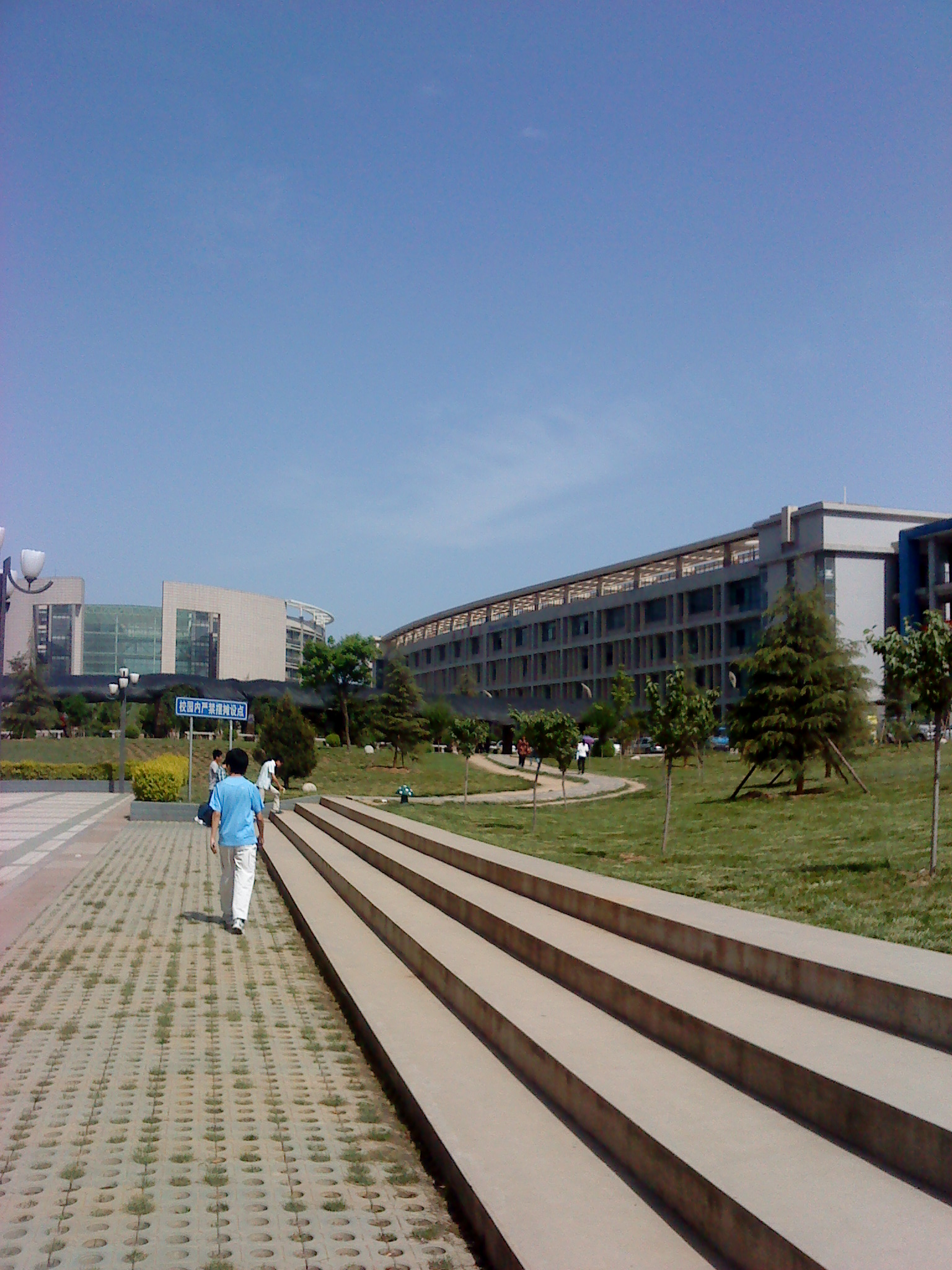
长安校区一角

## 历史
西安外国语学院前身为西北大学俄语系、兰州大学俄语系、中共西北局党校俄文班合并组建的西北俄文专科学校。1958年更名为西安外国语学院，开始招收本科生。1979年开始招收研究生，1986年经国务院学位委员会批准，正式成为硕士学位授权单位。1996年，经教育部批准，陕西省所属西安外国语学院与陕西外语师范专科学校合并组建新的西安外国语学院。2006年经教育部同意，学校更名为西安外国语大学。2010年2月经国务院学位委员会批准成为博士学位授予立项建设单位，2012年招收第一届外国语言文学博士。

## 学生
现有研究生、本专科生、外国留学生及各类培训学生2.4万余人。

## 学院
学校现有32个院、系、部等教学机构。设有外国语言文学研究所、外语教育研究所、人文地理研究所、西外—外研社双语词典研究中心、辞书编译研究所、中外文化研究所、高等教育研究所、美国研究中心、比较文化研究所、西班牙拉丁美洲研究所、奥地利文学研究所、旅游研究所、长城金融研究所和澳大利亚研究中心等28个学术和研究机构。

### 语种
目前学校共开设有14门外语专业，共15门语种。
| 语种     | 所属院系                                                               | 开设时间       |
| -------- | ---------------------------------------------------------------------- | -------------- |
| 汉语     | 汉学院、中国语言文学学院、新闻与传播学院                               | 1980年、2000年 |
| 英语     | 英文学院、英语教育学院、商学院、经济金融学院、旅游学院、新闻与传播学院 | 1958年         |
| 德语     | 德语学院                                                               | 1959年         |
| 俄语     | 俄语学院                                                               | 1952年         |
| 法语     | 法语学院                                                               | 1960年         |
| 西班牙语 | 西方语言文化学院                                                       | 1965年         |
| 葡萄牙语 | 西方语言文化学院                                                       | 2006年         |
| 意大利语 | 西方语言文化学院                                                       | 2007年         |
| 日语     | 日本文化经济学院                                                       | 1975年         |
| 朝鲜语   | 东方语言文化学院                                                       | 2004年         |
| 阿拉伯语 | 东方语言文化学院                                                       | 2005年         |
| 印地语   | 东方语言文化学院                                                       | 2006年         |
| 泰语     | 东方语言文化学院                                                       | 2008年         |
| 土耳其语 | 东方语言文化学院                                                       | 2012年         |
| 波斯语   | 东方语言文化学院                                                       | 2012年         |

### 专业与学科
学校现有32个院、系、部等教学机构，具有外国语言文学一级学科博士点，外国语言文学、中国语言文学、工商管理、教育学4个一级学科硕士点，11个二级学科博士点，39个二级学科硕士点，是翻译硕士、汉语国际教育硕士、旅游管理硕士专业学位培养单位，开设42个本科专业，7个辅修专业，覆盖文学、经济学、管理学、法学、教育学、理学、艺术学7个学科门类，与国外9所大学联合培养博士研究生。外国语言文学一级学科为陕西省普通高校哲学社会科学特色学科，英语语言文学、法语语言文学、德语语言文学为陕西省重点学科；英语专业为国家级专业综合改革试点，英语、俄语、法语、旅游管理、翻译等5个专业为国家级特色专业，英语、德语、法语、俄语和日语等5个专业为陕西省名牌专业，英语、俄语、法语、西班牙语、旅游管理、翻译、德语、会计学（ACCA方向）、日语等9个专业为陕西省特色专业；英语写作为国家级精品课程，英语精读、英语写作、英语翻译、法语精读、基础日语、德语精读、英语模拟导游、俄语翻译、英国文学、英语视听说、中国文化解说、管理学、法国文学史、翻译与实践、国际贸易与实务、商务英语写作等16门课程为省级精品课程；财务会计被评为国家级双语教学示范课程，财务会计、国际商法等2门课程被评为省级双语教学示范课程；“应用型翻译人才培养模式创新实验区”被评为国家级人才培养模式创新实验区，国际商务、应用型翻译、国际旅游、国际化外语教师教育等4个人才培养模式创新实验区被评为省级人才培养模式创新实验区；法语文学与翻译教学团队为国家级教学团队，法语文学与翻译、中外旅游文化、国际商务、翻译、英语写作、工商管理类主干课程、旅游法理论与实务等7个教学团队为省级教学团队。“翻译专业教学模式研究、创新与实践” 、“国际化商务人才培养模式创新与实践”获得陕西省教学成果奖特等奖。学校与环球时报在线（北京）文化传播有限公司合作建立文学实践教育基地获批成为国家级大学生校外实践教育基地。欧美文学研究中心、外国语言学及应用语言学研究中心为陕西高校哲学社会科学重点研究基地。学校是非通用语提前批次招生院校、推荐优秀本科生免试攻读硕士研究生院校和接收保送生资格院校。现有研究生、本专科生、外国留学生及各类培训学生2.4万余人。

## 期刊
《外语教学》《人文地理》《西安外国语大学学报》等学术刊物是在国内外学术界具有重要影响的中国人文社会科学和中国地理学核心期刊，其中《外语教学》《人文地理》杂志连续多年入选CSSCI来源期刊，《西安外国语大学学报》为CSSCI扩展版来源期刊和北京大学《中文核心期刊要目总览》。《外语教学》《人文地理》连续获评“中国国际影响力优秀学术期刊”和“中国最具国际影响力学术期刊” 。

## 校训
爱国、勤奋、博学、创新

## 历任校长
- 2015.8至今 王军哲
- 2013—2015.8刘越莲
- 2005—2013 户思社
- 1998—2005 杜瑞清
- 1986—1998 孙天义
- 1982—1986 钟歧青
- 1978—1982 张治平
- 1959—1966 张治平